# 14e étape du Tour d'Italie 2009
Pour un article plus général, voir Tour d'Italie 2009.
La 14e étape du Tour d'Italie 2009, s'est déroulée le 23 mai 2009. Cette étape, longue de 174 km, reliait Campi Bisenzio à Bologne. L'Australien Simon Gerrans s'est imposé.

## Classement de l'étape
| 1. | Simon Gerrans      | Cervélo TestTeam                                  | en | 4 h 16 min 48 s |
| 2. | Rubens Bertogliati | Serramenti PVC Diquigiovanni - Androni Giocattoli | +  | 12 s            |
| 3. | Francesco Gavazzi  | Lampre-NGC                                        |    | 18 s            |
| 4. | Evgueni Petrov     | Team Katusha                                      |    | 24 s            |
| 5. | Philip Deignan     | Cervélo TestTeam                                  |    | 27 s            |
| 6. | Christopher Froome | Barloworld                                        |    | 36 s            |
| 7. | Vasil Kiryienka    | Caisse d'Épargne                                  |    | 41 s            |
| 8. | Francesco Reda     | Quick Step                                        |    | 1 min 01 s      |
| 9. | Andriy Grivko      | ISD                                               |    | 1 min 04 s      |
|    | Franco Pellizotti  | Liquigas                                          |    | m.t.            |

## Classement général
| 1. | Denis Menchov     | Rabobank                                          | en | 58 h 33 min 53 s |
|    | Danilo Di Luca    | LPR Brakes-Farnese Vini                           | +  | 34 s             |
| 2. | Levi Leipheimer   | Astana                                            |    | 43 s             |
|    | Franco Pellizotti | Liquigas                                          |    | 2 min 00 s       |
| 3. | Carlos Sastre     | Cervélo TestTeam                                  |    | 2 min 52 s       |
| 4. | Ivan Basso        | Liquigas                                          |    | 3 min 03 s       |
| 5. | Michael Rogers    | Columbia-High Road                                |    | 3 min 05 s       |
| 6. | Gilberto Simoni   | Serramenti PVC Diquigiovanni - Androni Giocattoli |    | 5 min 17 s       |
| 7. | Marzio Bruseghin  | Lampre-NGC                                        |    | 5 min 26 s       |
| 8. | David Arroyo      | Caisse d'Épargne                                  |    | 6 min 01 s       |

## Classements annexes
| Classement             | Coureur            | Total             |
| ---------------------- | ------------------ | ----------------- |
| Points                 | Danilo Di Luca     | 112 pts           |
| Montagne               | Stefano Garzelli   | 49 pts            |
| Sprints Intermédiaires | Giovanni Visconti  | 15 pts            |
| Équipe                 | Astana             | 175 h 06 min 40 s |
| Équipe par points      | Columbia-High Road | 289 pts           |
| Jeune                  | Thomas Lövkvist    | 58 h 40 min 19 s  |
| Échappée               | Mauro Facci        | 364 km            |
| Combativité            | Stefano Garzelli   | 29 pts            |
| Azzurri d'Italia       | Danilo Di Luca     | 11 pts            |